# Lamprothamnus
Lamprothamnus là một chi thực vật có hoa trong họ Thiến thảo (Rubiaceae).

## Loài
Chi Lamprothamnus gồm các loài: